# کوتور ۵۴۳۹
سیارک ۵۴۳۹ (به انگلیسی: 5439 Couturier، نامگذاری:1990RW) پنج هزار و چهارصد و سی و نهمین سیارک کشف شده‌است که در ۱۴ سپتامبر ۱۹۹۰ کشف شد.
قدر مطلق سیارک برابر ۱۱٫۷۰ است.